# Anapoma postica
Anapoma postica — вид метеликів родини Совки (Noctuidae). Зустрічається на сході Росії у Приморському краї та в Амурській області, в Японії та Кореї.